# Península Ameghino
La península Ameghino (según Argentina) o península Churchill, también Suecia o Flint, es un península que separa la caleta Adie y la ensenada Gabinete/Reales Cédulas, ubicada en la costa este de la península Antártica.

## Características
Se extiende por 51 kilómetros en dirección sudeste, finalizando en el cabo Alexander/Suecia, que separa la costa Oscar II de la costa Foyn. Está cubierta de hielo y tiene su costa este indentada por las caletas Zimen y Brentopara.
El 4 de octubre de 1953, el Ejército Argentino instaló el refugio Santa Teresita, frente a la caleta Adie en el sector norte de la península.

## Historia y toponimia
La península fue fotografiada desde el aire por la Expedición de Investigación Antártica Ronne y cartografiada por el British Antarctic Survey durante 1947. Fue nombrada en honor al primer ministro británico Winston Churchill, que autorizó la creación del BAS en 1943. También ha recibido el nombre de península Flint, en homenaje al glaciólogo Richard F. Flint, profesor de geología en la universidad de Yale.
En 1953, Argentina comenzó a denominarla península Ameghino, en honor al científico y naturalista Florentino Ameghino. También ha aparecido con el nombre de península Suecia, en referencia a la Expedición Antártica Sueca.
El 14 de junio de 1962 una expedición argentina liderada por el primer teniente Gustavo Adolfo Giró Tapper partió de la base Esperanza buscando un paso que vinculara esta base con la base San Martín. Usando snowcats y trineos con perros ellos exploraron la bahía Duse, el canal Príncipe Gustavo, el cabo Deseo/Longing, los nunataks Foca, la península Ameghino, la isla Jason, el cabo Robinson y la bahía Carreta, en donde debieron dejar los snowcats y continuaron para cruzar la cordillera. Esta expedición es considerada aún como la más importante realizada en el área.

## Reclamaciones territoriales
Argentina incluye a la península Antártica en el departamento Antártida Argentina dentro de la provincia de Tierra del Fuego, Antártida e Islas del Atlántico Sur; para Chile forma parte de la comuna Antártica de la provincia Antártica Chilena dentro de la Región de Magallanes y de la Antártica Chilena; y para el Reino Unido integra el Territorio Antártico Británico. Las tres reclamaciones están sujetas a las disposiciones del Tratado Antártico.
Nomenclatura de los países reclamantes: 
- Argentina: península Ameghino[5]
- Chile: península Churchill[3]
- Reino Unido: Churchill Peninsula[5]